# Xã Jack Creek, Quận Emmet, Iowa
Xã Jack Creek (tiếng Anh: Jack Creek Township) là một xã thuộc quận Emmet, tiểu bang Iowa, Hoa Kỳ. Năm 2010, dân số của xã này là 89 người.